# Our Lady of the Isles
Our Lady of the Isles (gaélique: Moire ro Naomh nan Eilean ou Bana Thighearna nan Eilean, français : Notre Dame des Îles) est une sculpture de la Vierge Marie, située à South Uist, dans les Hébrides extérieures de l'Écosse.

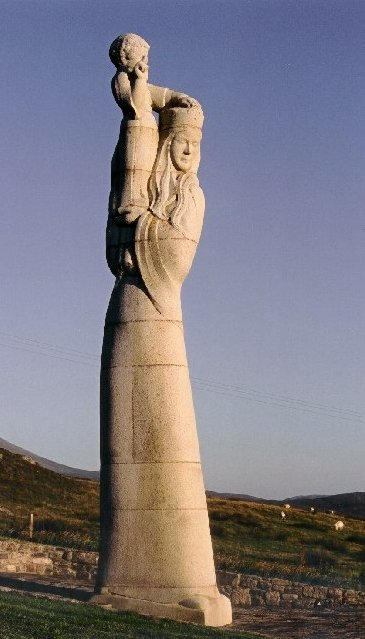
La statue en 2005.

La statue est située sur le versant ouest de Ruabhal, une colline située près de l'extrémité nord de South Uist. Elle se trouve à l'est de la route A865 et un chemin pavé relie la route à la statue.
La statue a été construite à la suite des propositions du ministère de la Défense concernant une vaste zone de test de missiles. Ce projet aurait couvert une grande partie de l'Uist et impliquerait la construction d'une ville militaire ainsi que des installations pour la construction de missiles. Cela risquait de détruire une grande partie du mode de vie, de la culture et de la langue de l'île. La résistance aux propositions était dirigée par le chanoine John Morrison, curé de la paroisse locale. Il a commandé et collecté des fonds pour la construction de la statue. La statue a été achevée en 1957 et dédiée en 1958.
La statue a été conçue par Hew Lorimer (en) et sculptée dans du granit. En 2007, la statue a été classée dans la catégorie B des bâtiments protégés.